# Karshomyia acerina
Karshomyia acerina är en tvåvingeart som först beskrevs av Ephraim Porter Felt 1907.  Karshomyia acerina ingår i släktet Karshomyia och familjen gallmyggor. Inga underarter finns listade i Catalogue of Life.